# Seybətin
Seybətin è un comune dell'Azerbaigian situato nel distretto di Masallı. Conta una popolazione di 1 321 abitanti.